# الدوري السوداني الممتاز 2008
الدوري السوداني الممتاز لكرة القدم 2008 (بالإنجليزية: 2008 Sudan Premier League)‏ هو موسم من الدوري السوداني الممتاز لكرة القدم. فاز فيه المريخ السوداني.